# Flutlicht (Band)
Flutlicht war ein Trance-Act aus Winterthur (Schweiz), anfangs bestehend aus Daniel Heinzer (DJ Natron) und Marco Guardia (Reverb).
Im Jahre 2001 gelang ihnen mit ihrer Single Icarus (The Flight) der grosse Durchbruch. Es folgten unter anderem Remixe für Cosmic Gate, Talla 2XLC, The Thrillseekers und S.H.O.K.K.
Nicht zuletzt durch ihre unangefochtenen Soundexperimente und die typische Kreativität, aus Remixanfragen beinahe eigene Tracks zu machen, war Flutlicht ein sehr angesehener Act der Trance-Szene in der ganzen Welt, besonders in der Schweiz und Australien.
Marco Guardia, von Projektanfang an (ca. 1999) der Producer des Projekts, ist Anfang 2004 ausgestiegen. Als letzte Produktion wurde der vorher auf Eis gelegte Remix von Sumatras Reincarnation veröffentlicht.

## Diskografie

### Alben
- Best of Album (2011)

### Singles
- The Fall (2002)
- Icarus (2001)
- Ahmea (2000)
- Mutterkorn (2000)
- Das Siegel (1999)

### Remixe
- DuMonde – God Music (2003)
- DJ Tatana – Moments (2003)
- G&M Project – Control of Your Mind (2003)
- Dream – Get Over (2002)
- Ian Van Dahl – Will I? (2002)
- Cosmic Gate – Raging (2002)
- The Freak – The Melody, The Sound (2002)
- The Thrillseekers – Dreaming of You (2002)
- Green Court feat. Lina Rafn – Silent Heart (2002)
- Talla 2XLC – Can You Feel the Silence (2002)
- Mystery – Devotion (2002)
- Marc Dawn – Expander (2002)
- Sumatra – Reincarnation (2002)
- S.H.O.K.K. – Isn’t It All a Little Strange (2001)
- Alex Bartlett – Amnesia (Flutlicht vs. S.H.O.K.K. Remix) (2001)
- DJ Air – Alone with Me (2001)
- Native – Feel the Drums (2001)
- Tony Walker – Fields of Joy (2000)